# Ozothamnus rosmarinifolius
Ozothamnus rosmarinifolius là một loài thực vật có hoa trong họ Cúc. Loài này được (Labill.) Sweet mô tả khoa học đầu tiên năm 1826.